# Industrieofen
Ein Industrieofen (auch Thermoprozessanlage) ist nach VDMA 24202 definiert als ein „von Wänden umschlossener Raum […], [in dem] einem Gut […] Wärme zugeführt wird, um bestimmte Vorgänge […] im Gut oder an seiner Oberfläche ablaufen zu lassen.“ Ohne Ofenraum spricht man von einer „industriellen Erwärmungseinrichtung“.
Industrieöfen werden im Ofenbau, der verschiedene Zweige des Anlagenbaus bezeichnet, hergestellt. Wie im Sondermaschinenbau werden diese meist speziell nach Kundenwunsch konstruiert und gefertigt oder zumindest mit kundenspezifischen Anpassungen versehen.
Eingeteilt werden die Industrieöfen nach der Ofenbauart, der Aufnahme des zu erwärmenden Gutes, der Art der Beheizung, dem eingesetzten Hüllmittel, den verwendeten Verfahren und dem Produktionsbereich, in dem sie zum Einsatz kommen.

## Einteilung nach Ofenbauart

### Standofen
Zu den Standöfen gehören der Kammerofen, Mulden- bzw. Wannenofen, Schachtofen, Herdwagenofen, Haubenofen, Hubherdofen, Rennofen (ca. 3000 Jahre und auch nach der industriellen Revolution genutzt zur Produktion von Eisen; ab dem Spätmittelalter nach Weiterentwicklung auch Stückofen genannt) und der Retortenofen.

### Durchlaufofen
Zu den Durchlauföfen gehören der Schachtofen, Niederschachtofen, Drehrohr- bzw. Drehherdofen, Trommelofen, Stoß- bzw. Ziehofen, Schüttelherdofen, Rollen- bzw. Walzenherdofen, Tunnelofen, Hubbalkenofen, Förderband- bzw. Förderkettenofen, Paternosterofen, Durchziehofen und Fallschachtofen.

## Einteilung nach Gutaufnahme

### Gefäße
Die Gutaufnahme erfolgt in Gefäßen wie Tiegel, Wannen, Muffel und herausnehmbare oder feste Töpfe. Ebenso in einem Herd oder fester Wanne, Rohrbündel für flüssiges Gut sowie Behälter und Gestelle.

### Feste Unterlage
Zu den festen Unterlagen gehören der Festherd, die Schienen-Lagerung, die Horden-, Steg- und Rost-Lagerung sowie Muffel und Rohre (siehe Muffelofen).

### Bewegliche Unterlage
Zu den beweglichen Unterlagen gehören der Rollherd, Gleitherd und Tragherd.

### Sonstiges
Möglich sind ebenfalls keine Lagerung, eine schwebende Gutaufnahme  sowie andere Methoden.

## Einteilung nach Beheizung

### Elektrische Heizung
- Lichtbogen → Lichtbogenofen
- Induktiv → Induktionsofen, Tiegelofen
- Kapazitiv
- Widerstandserwärmung
- Konduktiv
- Infrarot
- Elektronenstrahl

### Brennstoffheizung
Die Brennstoffheizung erfolgt direkt mittels Brenner oder indirekt über Strahlrohr oder Strahlflächen mit Gas, Öl oder Feststoffen (siehe Kupolofen).

### Gemischt
Weiterhin gibt es kombinierte Beheizungen.

### Andere
- Gasförmig
- Thermalöl
- Warmwasser
- Dampf
- Sonstige
- Ohne Heizung

## Einteilung nach Hüllmittel
- Gasförmig: Luft, Schutzgas, Vakuum, Dampf
- Flüssig: Öl, Salz, Metall, Wasser
- Fest: Pulver, Erz

## Einteilung nach Verfahren
- Schmelzen → Kupolofen, Lichtbogenofen, Induktionsofen
- Trocknen
- Erwärmen
- Warmhalten
- Warmbehandeln (Anlassen, Härten, Tempern)
- Sintern
- Verdampfen
- Rösten

## Einteilung nach Produktionsbereich
- Erz → allgeimen Schmelzofen
- Stahl, Eisen → speziell Hochofen
- NE-Metalle
- Glas, Email, Keramik → Hoffmannscher Ringofen
- Zement, Kalk, Gips
- Anorganische Stoffe
- Gummi
- Kunststoff
- Faserstoff
- Holz
- Nahrungsmittel, Genussmittel, Futtermittel
- Organische Stoffe
- Gase
- Flüssigkeiten
- Mineralöl
- Brennstoffe
- Abfall, Müll